# Ngawen
Ngawen ist ein Distrikt (Kecamatan) im Regierungsbezirk (Kabupaten) Gunungkidul der Sonderregion Yogyakarta im Süden der Insel Java. Der Kecamatan liegt im Nordosten des Kabupatens. Ende 2021 zählte er 35.238 Einwohner auf 49,65 km² Fläche.

## Geographie
Ngawen hat folgende Kecamatan als Nachbarn:
| Richtung0000 | Name Kec.  | Kabupaten   | Provinz     |
| Norden       | Bayat      | Klaten      | Zentraljava |
| Norden       | Cawas      | Klaten      | Zentraljava |
| Nordosten    | Weru       | Sukoharjo   | Zentraljava |
| Osten        | Semin      | Gunungkidul | DIY*        |
| Süden        | Karangmojo | Gunungkidul | DIY*        |
| Westen       | Nglipar    | Gunungkidul | DIY*        |
| Westen       | Gedangsari | Gunungkidul | DIY*        |

* D.I.Yogyakarta

## Verwaltungsgliederung
Der Kecamatan (auch Kapanewon genannt) gliedert sich in sechs ländliche Dörfer (Desa, auch Kalurahan genannt):
| PUM-Code 1    | Desa       | Fläche (km²) | Bevölkerung zur Volkszählung 2 | Bevölkerung zur Volkszählung 2 | Bevölkerung zur Volkszählung 2 | Bevölkerung zur Volkszählung 2 | Bevölkerung zur Volkszählung 2 | Bevölkerung zur Volkszählung 2 | Padu- kuhan 4 | RW/ RT 5 |
| PUM-Code 1    | Desa       | Fläche (km²) | 002000                         | 002010                         | Männer                         | Frauen                         | 2020                           | Dichte 3                       | Padu- kuhan 4 | RW/ RT 5 |
| ------------- | ---------- | ------------ | ------------------------------ | ------------------------------ | ------------------------------ | ------------------------------ | ------------------------------ | ------------------------------ | ------------- | -------- |
| 34.03.13.2001 | Tancep     | 5,03         | 4.532                          | 5.539                          | 2.818                          | 2.944                          | 5.762                          | 1.145,5                        | 8             | 9/36     |
| 34.03.13.2002 | Sambirejo  | 8,75         | 6.353                          | 7.082                          | 3.729                          | 3.651                          | 7.380                          | 843,4                          | 9             | 9/50     |
| 34.03.13.2003 | Jurangjero | 8,14         | 4.715                          | 4.280                          | 2.269                          | 2.273                          | 4.542                          | 558,0                          | 8             | 8/40     |
| 34.03.13.2004 | Kampung    | 8,82         | 6.184                          | 6.038                          | 3.291                          | 3.420                          | 6.711                          | 760,9                          | 15            | 15/64    |
| 34.03.13.2005 | Beji       | 8,84         | 4.014                          | 3.776                          | 2.058                          | 2.083                          | 4.141                          | 468,4                          | 14            | 14/47    |
| 34.03.13.2006 | Watusigar  | 7,01         | 4.970                          | 4.907                          | 2.651                          | 2.721                          | 5.372                          | 766,3                          | 12            | 12/45    |
| 34.03.13      | Ngawen     | 46,59        | 30.768                         | 31.622                         | 16.816                         | 17.092                         | 33.908                         | 727,8                          | 66            | 67/282   |

## Demographie
Grobeinteilung der Bevölkerung nach Altersgruppen (zum Zensus 2020)
| Altersgruppen | 00Männer | 00Frauen | zusammen |
| ------------- | -------- | -------- | -------- |
| 0 – 14        | 3.477    | 3.305    | 6.782    |
| 15 – 64       | 11.247   | 11.189   | 22.436   |
| 65+           | 2.092    | 2.598    | 4.690    |
| gesamt        | 16.816   | 17.092   | 33.908   |
| anteilig (%)  |          |          |          |
| 0 – 14        | 20,68    | 19,34    | 20,00    |
| 15 – 64       | 66,88    | 65,46    | 66,17    |
| 65+           | 12,44    | 15,20    | 13,83    |

### Bevölkerungsentwicklung
In den Ergebnissen der sieben Volkszählungen seit 1961 ist folgende Entwicklung ersichtlich:
| Einheit/Jahr     | 1961         | 1971         | 1980         | 1990         | 2000         | 2010         | 2020         |
| ---------------- | ------------ | ------------ | ------------ | ------------ | ------------ | ------------ | ------------ |
| Kec. Ngawen      | 24.214       | 26.668       | 27.579       | 28.895       | 30.768       | 31.622       | 33.908       |
| Anteil in %      | 4,23         | 4,31         | 4,18         | 4,44         | 4,59         | 4,68         | 4,54         |
| Kab. Gunungkidul | 571.823      | 619.117      | 659.486      | 651.004      | 670.433      | 675.382      | 747.161      |
| Sonderregion DIY | 00 2.231.062 | 00 2.487.177 | 00 2.750.025 | 00 2.912.611 | 00 3.120.478 | 00 3.457.491 | 00 3.66.8719 |